# Sebastian Mossakowski
Sebastian Mossakowski herbu Jastrzębiec – chorąży trembowelski w latach 1761–1778, podczaszy trembowelski w 1778 roku, podczaszy halicki w 1757 roku.
Wybrany sędzią kapturowym ziemi halickiej w 1764 roku. 